# Erythridula autenae
Erythridula autenae är en insektsart som först beskrevs av Johnson 1935.  Erythridula autenae ingår i släktet Erythridula och familjen dvärgstritar. Inga underarter finns listade i Catalogue of Life.